# Lake Mills (Iowa)
Pour les articles homonymes, voir Lake Mills.
Lake Mills est une ville, du comté de Winnebago en Iowa, aux États-Unis. Elle est fondée en 1869 et incorporée le 7 juin 1880.

## Source de la traduction
- (en) Cet article est partiellement ou en totalité issu de l’article de Wikipédia en anglais intitulé « Lake Mills, Iowa » (voir la liste des auteurs).